# Lliga de Santiago de futbol
La Lliga de Santiago de futbol fou la lliga regional de l'illa de Santiago, Cap Verd. El campió disputa la lliga capverdiana de futbol. Fou la competició predecessora de les lligues de Santiago Nord i Santiago Sud. Era organitzada per l'Associação Regional de Futebol de Santiago, ARFS.

## Historial
Font:

### Abans de la independència
- 1953: Vitória
- 1954: CD Travadores
- 1955-1959: desconegut
- 1959-60: CD Travadores
- 1960-61: Sporting Clube da Praia
- 1961-62: desconegut
- 1962-63: Boavista
- 1963-64: Sporting Clube da Praia
- 1964-65: Académica da Praia
- 1965-66: desconegut
- 1966-67: CD Travadores
- 1967-68: Académica da Praia
- 1968-69: Sporting Clube da Praia
- 1969-70: CD Travadores?
- 1970-71: desconegut
- 1971-72: CD Travadores
- 1972-73: Vitória
- 1973-74: Sporting Clube da Praia
- 1974-75: desconegut

### Després de la independència
- 1975-76: Boavista FC
- 1976-77: Sporting Clube da Praia
- 1977-78: Sporting Clube da Praia
- 1979-82: desconegut
- 1982-83: Boavista FC
- 1983-84: Sporting Clube da Praia
- 1984-85: Sporting Clube da Praia
- 1985-86: desconegut
- 1986-87: Boavista FC
- 1987-88: Sporting Clube da Praia
- 1988-89: Académica da Praia
- 1989-90: Desportivo da Praia
- 1990-91: Sporting Clube da Praia
- 1991-92: CD Travadores
- 1992-93: Boavista FC
- 1993-94: CD Travadores
- 1994-95: Boavista FC
- 1995-96: CD Travadores
- 1996-97: Sporting Clube da Praia
- 1997-98: Sporting Clube da Praia
- 1998-99: no disputat
- 1999-00: CD Travadores
- 2000-01: no disputat
- 2002: Sporting Clube da Praia
- 2009: Académica da Praia